# Siger av Brabant
Siger av Brabant, född cirka 1240 i Brabant, död före 10 november 1284 i Orvieto, var en medeltida filosof. Han var en av de stora averroisterna och betraktades av Katolska kyrkan som en mycket radikal tänkare.
Från 1266 var han verksam vid Paris universitet och mellan 1266 och 1276 utkom han med sina sex viktigaste arbeten: De anima intellectiva, Quaestiones logicales, Quaestiones naturales, De aeternitate mundi, Quaestio utrum haec sit vera och Impossibilia.
Averroismen var under denna tid mycket kontroversiell, eftersom den lärde ut Aristoteles idéer i originalform utan några tankar om kristendomen. År 1270 hade den också blivit fördömd för att lära ut osanning och detta ledde till att Siger ofta blev anklagad för att lära ut dubbla sanningar.
År 1277 utkom det i Paris ett starkt fördömande och förbud mot Averroës idéer i allmänhet och ett fördömande mot Siger och andra tänkare som predikade dessa idéer i synnerhet. Siger kallades nu även att inställa sig för att förvara sig mot de kätterianklagelser som uppkommit mot honom. Men istället för att möta sina anklagelser flydde Siger till Italien.
Siger avled på 1280-talet i Orvieto i Italien och omständigheterna runt hans död och det exakta årtalet för hans död är inte vidare känt.
Det viktigaste inom Siger hela filosofiska tänkande och gärning är att han i helhet accepterar Averroës tänkande runt Aristoteles och hans idéer.